# Bezirk Schwyz
Der Bezirk Schwyz (Aussprache [ʃviːts]) ist ein Bezirk des Kantons Schwyz in der Schweiz.
Der Bezirk Schwyz umfasst mit 494,31 km² etwa die Hälfte der Kantonsfläche, aber nur knapp zwei Fünftel der Einwohner. Er ist bezüglich Einwohnern und Fläche der mit Abstand grösste der sechs Bezirke.

## Geografische Lage
Der Bezirk Schwyz umfasst die Gegend zwischen Zugersee und Vierwaldstättersee, das Muotatal und das Bibertal Richtung Einsiedeln. Er entspricht ungefähr dem alten Land Schwyz, das während Jahrhunderten als Stand Schwyz geschichtliche Bedeutung hatte.
Zum Bezirk gehören 15 politische Gemeinden. Das Gebiet umfasst also auch nördlich der Wasserscheide am Mythen gelegene Teile, was auf die Landerweiterung in der Alten Eidgenossenschaft zurückzuführen ist.

## Politische Gemeinden
| Wappen        | Name der Gemeinde | Einwohner (31. Dezember 2023) | Fläche in km² | Einwohner pro km² |
| ------------- | ----------------- | ----------------------------- | ------------- | ----------------- |
| Alpthal       | Alpthal           | 637                           | 22,88         | 28                |
| Arth          | Arth              | 12'476                        | 42,02         | 297               |
| Illgau        | Illgau            | 821                           | 10,96         | 75                |
| Ingenbohl     | Ingenbohl         | 9346                          | 13,40         | 697               |
| Lauerz        | Lauerz            | 1130                          | 9,18          | 123               |
| Morschach     | Morschach         | 1253                          | 20,84         | 60                |
| Muotathal     | Muotathal         | 3589                          | 172,14        | 21                |
| Oberiberg     | Oberiberg         | 896                           | 33,17         | 27                |
| Riemenstalden | Riemenstalden     | 84                            | 11,20         | 8                 |
| Rothenthurm   | Rothenthurm       | 2596                          | 22,75         | 114               |
| Sattel        | Sattel            | 2066                          | 17,39         | 119               |
| Schwyz        | Schwyz            | 16'181                        | 53,18         | 304               |
| Steinen       | Steinen           | 3762                          | 11,85         | 317               |
| Steinerberg   | Steinerberg       | 957                           | 6,92          | 138               |
| Unteriberg    | Unteriberg        | 2462                          | 46,43         | 53                |
| Total (15)    | Total (15)        | 58'256                        | 494,31        | 118               |

## Veränderungen im Gemeindebestand

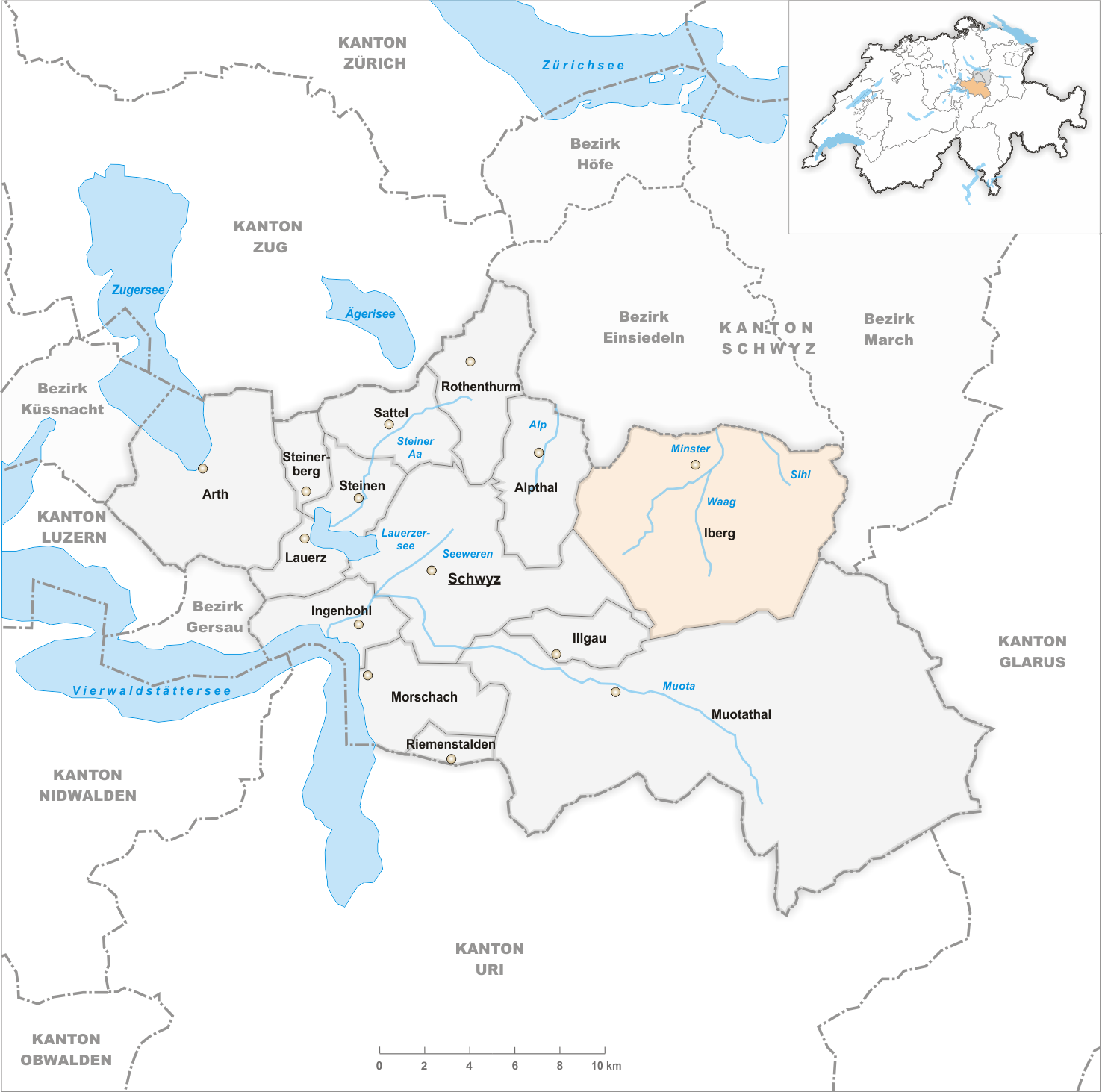
Gemeinden bis 1883
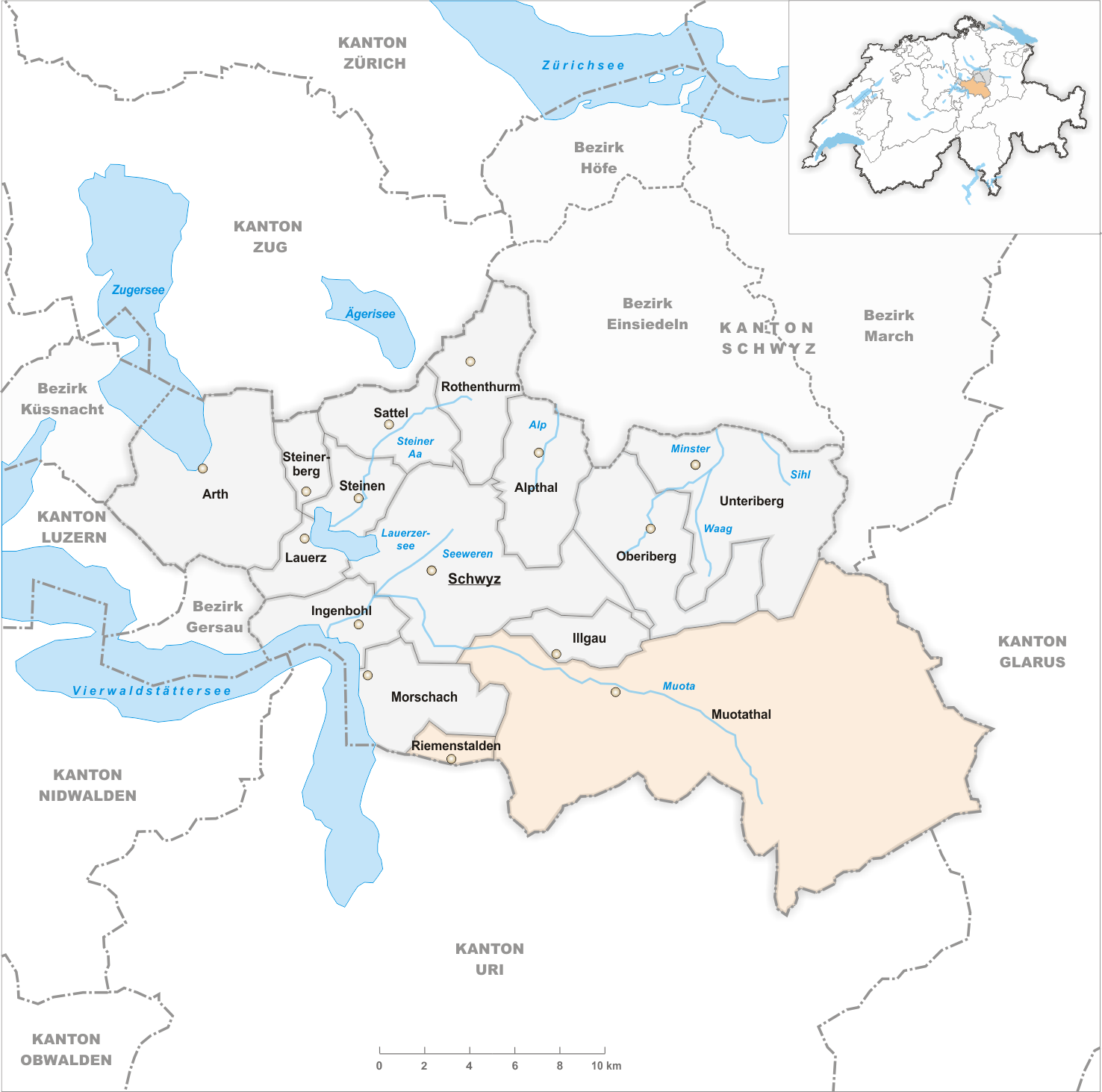
Gemeinden bis 1950

- 1884: Aufteilung von Iberg  →  Oberiberg und Unteriberg
- 1951: Landabtausch, das Lidernental wechselt von der Gemeinde Muotathal zur Gemeinde Riemenstalden

## Ortschaften
| PLZ  | Name der Ortschaft    | Gemeinde             |
| ---- | --------------------- | -------------------- |
| 8849 | Brunni                | Alpthal              |
| 6410 | Goldau                | Arth                 |
| 6414 | Oberarth              | Arth                 |
| 6410 | Rigi Klösterli        | Arth                 |
| 6410 | Rigi Kulm             | Arth                 |
| 6410 | Rigi Scheidegg        | Arth                 |
| 6410 | Rigi Staffel          | Arth                 |
| 6440 | Brunnen               | Ingenbohl            |
| 6440 | Unterschönenbuch      | Ingenbohl            |
| 6433 | Axenstein             | Morschach            |
| 6433 | Stoos SZ              | Morschach            |
| 6434 | Oberberg              | Illgau               |
| 6436 | Bisisthal             | Muotathal            |
| 6436 | Hinterthal            | Muotathal            |
| 6436 | Ried SZ               | Muotathal            |
| 6436 | Schachen              | Muotathal            |
| 6436 | Wil SZ                | Muotathal            |
| 8843 | Nüseeben              | Oberiberg            |
| 8843 | Tschalun              | Oberiberg            |
| 6418 | Altmatt               | Rothenthurm          |
| 6417 | Ecce Homo SZ          | Sattel               |
| 6438 | Ibach                 | Schwyz               |
| 8843 | Ibergeregg            | Schwyz               |
| 6438 | Oberschönenbuch       | Schwyz               |
| 6432 | Rickenbach SZ         | Schwyz               |
| 6423 | Seewen SZ             | Schwyz               |
| 6422 | Adelboden bei Steinen | Steinen              |
| 8842 | Hoch-Ybrig            | Unteriberg Oberiberg |
| 8842 | Stöcken               | Unteriberg           |
| 8845 | Studen SZ             | Unteriberg           |
| 8842 | Waag SZ               | Unteriberg           |

## Geschichte
Schwyz gehört mit Uri und Unterwalden zu den Alten Drei Orten, die 1291 die Alte Eidgenossenschaft gründeten. Wichtig für die Geschichte der Talschaft wurde der Streit mit dem Kloster Einsiedeln. Die 934 von Strassburg aus gegründete Abtei erhielt von den schwäbischen Herzögen und den römisch-deutschen Kaisern grosse Ländereien geschenkt. Dazu gehörten auch Sihl, Alp und Biber. Im 11. Jahrhundert verbreitete sich die Grossviehhaltung. Dazu brauchte man mehr Weideland und Almen. Diese gab es zur Genüge auf der anderen Seite der Wasserscheide (Biberegg–Haggenegg–Holzegg–Ibergeregg) und damit auf Klostergebiet. Bäuerliche Rodungen und die Entführung der Mönche durch die Schwyzer führten zu einem Rachefeldzug der Habsburger, die seit 1283 Herren der Waldstatt waren. Der Sieg in diesem militärischen Konflikt (Schlacht am Morgarten von 1315) sicherte den Schwyzern schliesslich den Besitz von beträchtlichen Gebieten jenseits der Mythen.